# 카스타녜토카르두치
카스타녜토카르두치(이탈리아어: Castagneto Carducci)는 이탈리아 토스카나주 리보르노도에 있는 코무네다. 피렌체에서 남서쪽 90km, 리보르노에서 남동쪽 50km 거리에 있다. 명칭은 이곳에서 어린 시절 몇 년을 보낸 시인 조수에 카르두치의 이름을 따서 명명되었다.